# 知ってるワイフ
『知ってるワイフ』（しってるワイフ、原題：아는 와이프）は、2018年8月1日から9月20日まで韓国・CJ ENMの有料ケーブルテレビチャンネル「tvN」で毎週水曜・木曜に全16回に亘って放送されたテレビドラマ。演出はイ・サンヨプ、主演はチソン。
結婚を後悔した恐妻家の男性がある日突然、車で過去に戻り妻を取り替えてしまおうと目論む中で、「自分にとって大切な人とは」「誰かと人生を生きていくとはどういうことか」という夫婦の普遍的なテーマを描く。
2021年1月期に共同テレビ（共テレ）製作・フジテレビ系でリメイクドラマとして放送された。

## あらすじ
学生時代にバスの中で痴漢の被害者とその証人となった事で出会い、その後、受験の家庭教師となり付き合い始め、やがて夫婦となったチャ・ジュヒョク（チソン）とソ・ウジン（ハン・ジミン）。結婚して5年が経ち夫婦の間には2人の子供が生まれていた。ジュヒョクは銀行員、ウジンはエステティシャンとして働きながら仕事に育児に精一杯の毎日。天真爛漫で明るい性格だったウジンは育児の疲れや母親の認知症の悩みを一人で抱え、人が変わり鬼の形相で夫のジュヒョクに怒りをぶつけるようになってしまう。ジュヒョクもそんなウジンの訴え(心の叫び)を避け、逆に恐怖心を抱き仕事との板挟みでストレスを募らせていく。
ウジンとの結婚を後悔し始めていたジュヒョクは高速道路で不思議な料金所を通過する。次第に車が暴走し始め気を失う。するとウジンと出会う直前の2006年の過去に戻り自宅で目覚めていた。ウジンと出会った時に戻ったことに気付いたジュヒョクは、ウジンとのバスでの出会いのシーンがやってきても、名乗らず、ウジンの幸せを祈りながら彼女と関わらない様に別の人生を選択するのであった。
数年後、大学時代の後輩で財閥の娘ヘウォン（カン・ハンナ）と結婚したジュヒョク。お嬢様育ちのヘウォンとの結婚を選んだことでゆとりのある生活を手に入れるが、チェロ奏者の道を諦め結婚したヘウォンはストレスで爆買いに走り、自分に合わせてくれないジュヒョクにも不満を抱き始める。ジュヒョクも贅沢三昧のヘウォンとの結婚生活に疑問を持つようになる。ジュヒョクは過去を変えてからも銀行員として働き、支店長に昇進することを目標に意気込んでいたが、そんなジュヒョクの目の前に現れたのは銀行員として同じ支店に異動してきた独身のウジンだった。仕事もでき明るいウジンはすぐに職場の人気者となるが、ジュヒョクはウジンと距離を置き冷たく接する。しかし、ウジンが認知症の母の介護で大変な思いをしてることを初めて知るとウジンを放っておけず、ウジンもまた何かと自分を助けてくれるジュヒョクに他人とは思えない感情を抱くようになっていく。一方で夫ジュヒョクの変化に気付いたヘウォンはそんな二人の関係に不倫を疑い、ネットでウジンの噂を広め嫌がらせをするようになる。ジュヒョクとヘウォンとの夫婦関係も破綻。ジュヒョクはウジンもヘウォンも自分と結婚したせいで苦しめたと考えるようになる。

## キャスト
チャ・ジュヒョク
演 - チソン
【過去を変える前】KCU銀行の融資担当代理として勤務する6年目の行員。大学生の時にウジンを助けた事がきっかけで出会い恋に落ち後に結婚する。2人の子供をもうけ家庭を築くも仕事の事で精一杯で妻のウジンから毎日罵声を浴びせられている。ウジンではなく「好きだったの」と言ってくれた後輩のヘウォンを選べばよかったと後悔している。
【過去を変えた後】大学の後輩であった社長令嬢のヘウォンと結婚。義父の会社には入らず自力で銀行員として出世を目指している。しかし、お嬢様であるヘウォンとは生活の価値観が大きく違い、結婚生活を続けていくうちにヘウォンともすれ違い始める。そして自分とは結婚せず天真爛漫な性格のままのウジンと出会い、彼女が人知れず孤独を抱えている事を知ると、夫としてウジンと向き合おうとしなかった過去の行いを後悔し始める。
ソ・ウジン
演 - ハン・ジミン
【過去を変える前】ジュヒョクと結婚しエステティシャンとして働いている。もともとは天真爛漫な性格で、高校時代に一目惚れした初恋の相手ジュヒョクに猛アプローチし結ばれたが、結婚してからは仕事の忙しさを理由に家族と向き合ってくれないジュヒョクに嫌気が差し怪物のように怒りを爆発させる。2人の子育てをしながら母親の認知症の悩みを一人で抱えている。
【過去を変えた後】KCU銀行の預金窓口に異動してきた3年目の行員。仕事も臨機応変にうまくこなしている。独身で認知症の母と二人暮らし。支店若手行員のジョンフに好意を寄せられ付き合うことになる。未婚であるにも拘らずある男性と恋愛をし結婚する夢を繰り返し見てしまう。そんな中で何となくではあるが、ジュヒョクと何処かで会ったような感覚に捉われ、ジュヒョクに惹かれていく。
ユン・ジョンフ
演 - チャン・スンジョ
【過去を変える前】KCU銀行の行員でジュヒョクとは同期入行。プレイボーイで鳴らしていたが、意外とさっぱりとした感覚で結婚し、現在は双子の父親。
【過去を変えた後】全く結婚に興味はない。独身貴族らしく自由きままな生活と恋愛を楽しんでいる。しかし、入行してきたウジンに一目惚れしてしまい、これまでの生活を捨ててでもウジンと付き合いたいと思うが、何故かジュヒョクに猛烈に反対される。
イ・ヘウォン
演 - カン・ハンナ
【過去を変える前】チェロ奏者であり、大学のマドンナ的存在。ジュヒョクとコンサートに行く約束をしたが、ジュヒョクがたまたまウジンを助けたために遅刻し失望してしまう。留学から帰国した際に、ジュヒョクに好きだったことを伝える。
【過去を変えた後】財閥JKグループ会長令嬢であり、ジュヒョクと幸せな結婚生活を送っているが、庶民感覚のジュヒョクとは生活水準が合わないことが悩み。ジュヒョクと人生を歩むことでチェロ奏者の道を断ったため、普段は専業主婦で時間が空いたときに趣味でチェロの講師をやっている。
イ・ウンミ（ウジンの母）
演 - イ・ジョンウン
【過去を変える前】ウジンが高校生のときに夫を病気で亡くして鬱病となり次第に認知症を発症。結婚後ウジンは母親の病状にも不安を抱くようになる。
【過去を変えた後】同様に認知症を発症しているが、ウジンがジュヒョクと結婚をしてないにもかかわらず、ジュヒョクのことをなぜか娘婿として受け入れる。夫の病気に気付いてやれなかった事を実は悔いており、密かに過去に戻ろうとしていた。
チョン・ヒョンス
演 - イ・ユジン
セレブ大学生のフリをしヘウォンに近づく詐欺師の青年。最初はヘウォンを騙すつもりだったがヘウォンの本当の強さや優しさに触れるうちに改心するようになる。
オ・サンシク
演 - オ・ウィシク
ジュヒョクの大学時代からの親友。ジョンフと3人で仲が良く友情に熱い。ジュヒョクの妹ジュウンと結婚し食堂を営んでいる。
チャ・ジュウン
演 - パク・ヒボン
ジュヒョクの妹。ウジンとも親しく良き相談相手となる。
ピョン・ソンウ
演 - パク・ウォンサン
KCU銀行の融資課チーム長。完璧主義者で仕事はできるが、過去に家庭で失敗しバツイチ。
チャン・マノク
演 - キム・スジン
KCU銀行の預金部門チーム長。独身でオールド・ミス扱いをされている。
キム・ファン
演 - チャ・ハギョン
KCU銀行の新人行員。やりたくないことはやらないのが主義。密かにヒャンスクに想いを寄せている。
チュ・ヒャンスク
演 - キム・ソラ
KCU銀行の預金部行員。同じ預金部窓口を担当するヘジョンとはコンビのような関係。
チェ・ヘジョン
演 - コン・ミンジョン
KCU銀行の預金部行員。ファンが自分の事を好きだと思い込んでいる。
チャ・ボンヒ
演 - ソン・ジョンハク
KCU銀行支店長。明るい性格でジョークを飛ばすのが好き。ジュヒョクの事を気に入っている。
中年の男
演 - ホン・ソクビン
地下鉄車内で声を上げ転倒したところを助けてくれたジュヒョクに500ウォン硬貨を渡す。ジュヒョクはその硬貨を高速道路の料金所で使い過去に戻ってしまう。
パク・ユシク社長
演 - カン・ギヨン（カメオ出演）
ジュヒョクとジョンフを困らせるKCU銀行の客。ドラマ『キム秘書はいったい、なぜ?』の登場人物。
カン・ソヌ（エドワード・カン）
演 - チョ・ジョンソク（カメオ出演）
過去を変えた後ジュヒョクとウジンが出会う有名シェフ。ウジンの大学の先輩で、過去を変えてから高校時代のウジンがジュヒョクと出会わなかったため、ウジンの初恋の相手となる。ドラマ『ああ、私の幽霊さま』の主人公である。

## スタッフ
- 制作 - STUDIO DRAGON
- 脚本 - ヤン・ヒスン
- 演出 - イ・サンヨプ

| tvN 水木ドラマシリーズ                               | tvN 水木ドラマシリーズ                    | tvN 水木ドラマシリーズ                          |
| 前番組                                               | 番組名                                    | 次番組                                          |
| ---------------------------------------------------- | ----------------------------------------- | ----------------------------------------------- |
| キム秘書はいったい、なぜ? （2018年6月6日 - 7月26日） | 知ってるワイフ （2018年8月1日 - 9月20日） | 空から降る一億の星 （2018年10月3日 - 11月22日） |

## リメイクテレビドラマ
2021年1月7日から3月18日までフジテレビ系「木曜劇場」で毎週木曜 22時00分 - 22時54分に放送された。主演は大倉忠義。
キャッチコピーは「過去を変えれば、夫婦も変わる。」。
2020年9月24日、主演の大倉が新型コロナウイルスへの感染を公表。本作をともに撮影していた共演者やスタッフの中には、濃厚接触者はいたもののPCR検査で全員陰性だったが、大倉の体調が回復するまで撮影が中止された。10月9日、大倉の10月12日からの活動再開が発表される。番組の公式Twitterも写真と共に撮影再開を発表した。

### あらすじ（リメイク版）
『あおい銀行』に勤務する剣崎元春は、妻の澪との関係に悩んでいた。そんな矢先、元春は大学時代に憧れを抱いていた後輩・江川沙也佳と偶然再会。元春は沙也佳から“学生時代に好きだった”と明かされて、澪と結婚したことを後悔する。ある日、目の前に奇妙な男・小池良治が現れて、“過去に戻ることが出来る”と誘われて、過去にタイムスリップすることになる。

### キャスト（リメイク版）
剣崎元春（けんざき もとはる）〈32〉
演 - 大倉忠義
1988年7月7日生
本作の主人公。お人好しで調子は良いが、気弱な性格で優柔不断。
【過去を変える前】
結婚5年目。あおい銀行世田谷支店融資課主任。
ある出来事がきっかけで、澪と結婚した。しかし、仕事では上司に業績について叱られ、家に帰れば澪に八つ当たりをされる切ない日々を憂鬱に感じている。澪が元春に嫌気を差していたのと同時に元春自身もヒステリックで自分に当たり散らしてくる澪に辟易しており、津山に愚痴を溢している。ある日、謎の男・小池から過去に戻れる500円玉を渡される。当初は気乗りしなかったが、帰宅後に澪のヒステリックな怒号に堪忍袋の尾が切れ「お前とこの家のせいで俺は出世できないんだよ！」と逆上して家を飛び出し、澪を見限って人生をやり直すことを決意する。
【2度目に過去を変えた後】
仕事は過去を変える前同様あおい銀行世田谷支店融資課主任だが、大学の後輩の西急グループ会長令嬢・沙也佳と結婚している。豪邸で暮らし、高級車で通勤する毎日。仕事は変わらないが、精神的に余裕がある為か遅刻することはなく、目立ったミスもしない上に大企業の婿養子として行内では信頼も厚い。理想の人生を手に入れ、「今度こそ幸せになる」と決意。ところが、前妻・澪が預金担当の行員として異動してくる。動揺しながらも結婚していた頃とは別人のように明るく生き生きする澪が気になる。優しい沙也佳のことを愛しているが、澪のことを本気で嫌っていたわけではなく、本来の彼女の姿を見て惹かれ「手放したくない」と願う様になる(その願望が津山と沙也佳を裏切ってしまう)が、小池に「今の妻を幸せにしてやれ」と叱責されて、澪と決別することを決めた矢先に沙也佳に浮気を疑われて、口論となってしまう。澪の中傷事件をきっかけに沙也佳と離婚してしまったことで「妻が変われば幸せになれると思っていたけど、俺が間違っていた」と反省して悔い改めるも、澪との関係で津山に絶交されて、過去を変える前よりも壮絶な人生を歩んでしまう。寧ろ沙也佳を振り回し、津山を傷つけてしまったことに負い目を感じ、罪滅ぼしで異動することを決めるも澪に引き止められる。澪から付き合うことを拒む理由を聞かれた際に過去を変える前は夫婦だったことを告げた。
【3度目に過去を変えた後】
タイムスリップした日に誰とも会わない選択をし五木商社の大阪支店に営業マンとして勤務している。あおい銀行世田谷支店に勤務していないため津山や支店の同僚とは出会っていない。
出張で東京に行くこととなる。
剣崎澪（けんざき みお） / 建石澪（たていし みお）〈28〉
演 - 広瀬アリス
平成4年(1992年)6月15日生
【過去を変える前】
元春の妻。2児の母で旧姓は建石。
高校時代のある出来事がきっかけで、元春と結婚。しかし、結婚5年目になって仕事の忙しさを理由にして家庭にまともに向き合ってくれない元春に嫌気が差し、家事や育児のストレスを元春にぶつけている。ヒステリックで物言いがキツいが、気は強くない方で元春が逆上した際は言い返せなかった。
【2度目に過去を変えた後】
あおい銀行入行6年目。預金窓口担当。本社勤務をしていたが、認知症の母・久恵が心配で、家から近い支店への勤務を希望し、異動が叶う。過去を変える前と比べるとはつらつとしておりヒステリックさは鳴りに潜めており、言動も落ち着いている。真面目で明るい性格で、すぐに人気者に。正義感も強く、同僚がクレーム客に絡まれていた時は自ら対応し撃退している。元春の親友・津山から積極的にアプローチされる。元春のことは知らないが、自分のことを何かと気に掛けてくれる彼を慕い、次第に好意を抱く様になる。自分のせいで元春と津山が険悪になったことを後悔している。
実は過去を変えた後で初めて元春と会った時から初めて会う気がしなかったと感じており、母・久恵の「元春君こそがあんたのお婿さん」と聞かされていたこともあり、過去を変える前の自分の記憶を重ね合わせていたこともあり、元春が何故、自分と付き合うことを拒むのか疑問を抱くようになる。
元春から過去の話を聞いた後も彼を責めたりせず「剣崎主任が過去をやり直したいと思うまで追い詰めた過去の自分にも問題がある」と自身に対しての責任を感じており、過去の自身のことを「剣崎主任を捨てた建石澪」と切り捨てる等、嫌悪している様子。
【3度目に過去を変えた後】
2度目に過去を変えた際同様、あおい銀行世田谷支店に勤務している。出張で東京から戻ってきた元春と再会することになるが…
剣崎佐織（けんざき さおり）〈3〉
演 - 宮崎莉里沙
【過去を変える前】
元春と澪の娘。母の澪とは違い、父の元春に対し嫌悪感を抱いていない。
【2度目に過去を変えた後】
元春と澪が結婚していないため産まれていない。
剣崎啓太（けんざき けいた）〈0〉
演 - 濱田碧生
【過去を変える前】
元春と澪の息子。夜泣きが元春と澪の睡眠不足の原因となっている。
【2度目に過去を変えた後】
元春と澪が結婚していないため佐織と同様、産まれていない。
津山千晴（つやま ちはる）
演 - 松下洸平
あおい銀行世田谷支店融資課主任。元春とは同期入行で親友同士。
【過去を変える前】
かつてはプレイボーイであったが、今は結婚し2児の父に。ノリの軽い性格だが、元春の良き理解者で澪の愚痴をこぼす元春の飲みに付き合ってあげるなど優しい面がある。
【2度目の過去を変えた後】
過去のある出来事がきっかけで、気ままな恋愛とシングルライフを楽しむ独身に。ところが、同じく独身となった澪に出会い、彼女一筋に。積極的にアプローチするが、元春には大反対されてしまう。元春の理解者であることは変わりないが、元春が澪への恋愛を邪魔した際は不愉快な態度を取ったが、すぐに和解。澪がネット中傷された際は元春と協力し犯人を特定しようとする。元春が澪と親密な関係であることを知り、「裏切られた」とショックを受けて、元春に逆上する。以降は険悪な仲となってしまう。
【3度目の過去を変えた後】
過去を変える前と同様に結婚し、2児の父に。元春があおい銀行に入社しなかったため、元春や木田と面識がなくなっている。
剣崎なぎさ（けんざき なぎさ） / 木田なぎさ（きだ なぎさ）〈27〉
演 - 川栄李奈
元春の5才離れた妹。優柔不断な兄と対照的にしっかり者。
【過去を変える前】
公務員試験を受け続けているが、毎年不合格。他の目標を模索するも、兄夫婦の結婚生活を見ながら「なんとなく結婚はまだいいか」と考えている独身女性。
【2度目の過去を変えた後】
元春の親友・木田と結婚し1児の母。木田の営む、居酒屋「MISHIN Kida’s Kitchen」を一緒に切り盛りしている。沙也佳と離婚した後も元春と澪の恋愛を応援している。元春と津山が険悪な仲となった理由を木田が心配しているところを「(お兄ちゃんを)絶対に怒らないで」と念を押した上で説明したが、ろくに聞いてもらえず、兄を責め立てたことで怒り、店の外に放り出した。
【3度目の過去を変えた後】
「MISHIN Kida’s Kitchen」の手伝いをしており木田と婚約関係になっている。結婚はしていないが妊娠している。
木田尚希（きだ なおき）
演 - 森田甘路
元春の親友。学生時代からの付き合いで居酒屋「MISHIN Kida’s Kitchen」を営んでおり、元春と津山の行きつけになっている。津山と同様に元春の理解者で澪の愚痴を聞いている。
【過去を変える前】
元春が料金所に立ち寄る前にバイクで事故を起こして入院する。
【1度目に過去を変えた後】
元春が過去に助言したためバイクの免許を取ること諦めて、バイクで事故を起こさずに済む。
【2度目の過去を変えた後】
元春の妹・なぎさと結婚し、1児の父。過去を変えた後も元春と津山の行きつけで贔屓しているが、元春と津山が険悪な関係となってしまい心配し、なぎさの説明を「元春が津山の彼女にちょっかいをかけた」と中途半端に解釈して激怒し、元春を責めてしまう。辛辣な言葉を浴びせたものの、内心では後悔しており、彼のことを気遣っているが、ちゃんと説明を聞かなかったことでなぎさを怒らせてしまい、店の外に放り出された(なぎさは原因を話す際に「絶対に怒らないで」と念を押したが、木田が破った為)。
【3度目の過去を変えた後】
元春が関西に旅立つのを見送った日の帰りにフードトラックで全国を回っている人物と出会い、それを転機にキッチンカーで「MISHIN Kida’s Kitchen」を経営している。
なぎさとは結婚はしてないが、なぎさは妊娠しており、婚約関係になっている。
篠原恭介（しのはら きょうすけ）
演 - 末澤誠也（Aぇ! group/関西ジャニーズJr.）
元春が勤める銀行融資課の新人。元春の後輩。頭の回転が速く、上司の言いなりになる元春のようにはなりたくないと思っている。樋口に好意を抱いている。
尾形恵海（おがた えみ）
演 - 佐野ひなこ
元春が勤める銀行窓口課の行員。バッティングセンターに1人で行くことがストレス発散になっている。
樋口静香（ひぐち しずか）
演 - 安藤ニコ
元春が勤める銀行窓口課の行員。年齢の近い恵海とは仲が良い。
西徹也（にし てつや）
演 - マギー
元春が勤める銀行の融資課長。元春の上司。結果を出せない、勤務態度が悪い元春に手を焼いており、ミスする度に叱責している。「減点だ」が口癖。過去を変えてからは、元春の勤務態度が改まったことと目立ったミスをしない為、叱責することがなくなった。バツイチで、娘がいる。
小谷つかさ（こたに つかさ）
演 - 猫背椿
元春が勤める銀行の窓口課長。独身。
宮本和弘（みやもと かずひろ）
演 - おかやまはじめ
元春が勤める銀行の支店長。
江川沙也佳（えがわ さやか） / 剣崎沙也佳（けんざき さやか）
演 - 瀧本美織
元春の大学時代の後輩。西急グループの社長を務める両親を持つお嬢様。大学時代はチェロを専攻している。
【過去を変える前】
卒業後に渡米し楽団員に。久々に帰国する際に元春と再会し、以前好きだったことを告げる。
【2度目の過去を変えた後】
元春の妻になり、幸せな結婚生活を送ることに。ヒステリックな澪とは違い、穏やかで優しい性格で元春のことを「元くん」と呼んで慕っているが、庶民の元春と生活水準が合わないのが悩みの種。チェリストとしての成功をうっすら夢見ていたが、挑戦するほどのバイタリティは見いだせなかったため、元春との結婚後は大学でチェロを教える非常勤講師をしている。元春が澪に気があることに薄々感づいており、浮気されたと思い、ショックから元春を責めてしまう。それでも、元春のことを嫌いになれず、怒りの矛先を澪にぶつけ酒に酔った勢いでネット中傷に走ったが、後悔する。中傷の書き込みを削除するものの、元春に履歴を見られて中傷を咎められたが、澪のことを気に掛ける彼に怒りを爆発させ逆上してしまい、元春と離婚してしまう。離婚した後も元春のことを「元くん」と呼び続ける等、未練は残っている模様。
【3度目に過去を変えた後】
元春と結婚しておらず、ニューヨークの楽団に入団したが、つまらなくなり東京へ戻っているところ、木田のキッチンカーで元春と再会し、元春と別れた際に上原と出会う。
小池良治（こいけ りょうじ）
演 - 生瀬勝久
ある日元春の前に現れる謎の男。元春が過去にタイムスリップするきっかけを与える。かつては医者であったが、ある一人の男性を術中死させてしまったことから何度も過去を繰り返した末、家族を失い、借金を抱えて、人生を諦めていた。
【3度目の過去を変えた後】
元春の発言がきっかけになり、元春が過去にタイムスリップした後に、追いかけるようにし過去へ行く。そこで「取り戻したいもの」を取り戻し、袋小路から脱出。ボランティア活動に精を出している様子で、家族との関係も良好。
建石久恵（たていし ひさえ）
演 - 片平なぎさ
澪の母。明るく肝っ玉な面がある。夫に先立たれたことで不安定になり認知症を患う。元春に当たり散らかす澪とは正反対に元春を我が子同然に可愛がっている。どこか不思議な超感覚を持ち合わせていて、元春のタイムスリップに関し何か秘密を知っている様な素振りを見せている。
【2度目に過去を変えたあと】
過去を変えた後でも、元春のことを「澪のお婿さんになる子」と澪に伝え続け、澪が過去を変える前の自分の記憶とリンクするきっかけを作る。実は元春のタイムスリップについて知っており小池と知り合いでもあった。澪が元春を探しに行く際に平成22年の500円通貨を渡す。
【3度目に過去を変えたあと】
夫が以前より2年長く生きた影響からか認知症は患っていない。また元春と澪のタイムスリップについての秘密を知らない素振りを見せている。
建石（たていし）
演 - あづみ昌宏
澪の父。故人。
【3度目に過去を変えたあと】
故人であることに変わりはないが、以前よりも2年長く生きている。
上原邦光（うえはら くにみつ）
演 - 小関裕太（第6話 - 最終話）
フラワーショップの店員。

#### ゲスト（リメイク版）
店員
演 - 山本直輝（第1話）
澪がアルバイトしているレストランの店員。
老婦人
演 - 勝倉けい子（第1話・第2話・最終話）
回想。バス停でバスを待っていた女性。落した荷物を澪に拾ってもらっていた。
女性
演 - 倉橋秀美（第1話・第2話）
回想。花の水まきをしていた女性。元春に水をかけてしまい、謝る。
剣崎智子（けんざき ともこ）
演 - 梅沢昌代（第2話〈声のみ〉・第7話・最終話）
元春の母。
西郷（さいごう）
演 - 小松利昌（第2話）
あおい銀行世田谷支店の迷惑客。
藤原順子（ふじわら じゅんこ）
演 - 朝加真由美（第3話・最終話）
あおい銀行世田谷支店の女性客。詐欺にあいそうになる。
江川秀彦（えがわ ひでひこ）
演 - 山田明郷（第3話・第4話・第8話・第10話）
沙也佳の父。西急グループの社長。
【2度目に過去を変えた後】
自身のグループ企業である亀田通商をあおい銀行の融資後に計画倒産させ、元春に汚職の片棒を担がせたことで詐欺罪の罪に問われる。
江川理代子（えがわ りよこ）
演 - 兎本有紀（第3話・第4話・第9話〈声のみ〉）
沙也佳の母。
男性
演 - 谷藤太（第6話）
宮本の電話の相手。
剣崎篤（けんざき あつし）
演 - 岡田謙（第7話・最終話）
元春の父。
中田（なかだ）
演 - 白石直也（第7話）
亀田駿二（かめだ しゅんじ）
演 - 内田滋（第8話）
亀田通商の融資を依頼する。
大阪の男性
演 - 丸山隆平（最終話・友情出演）
元春に飴を渡す。

### スタッフ（リメイク版）
- 原作 - 『知ってるワイフ』（韓国「tvN」製作、脚本：ヤン・ヒスン）
- 脚本 - 橋部敦子
- 主題歌 - 関ジャニ∞「キミトミタイセカイ」（INFINITY RECORDS）[16]
- 編成企画 - 狩野雄太（フジテレビ編成部）
- プロデュース - 貸川聡子（共同テレビ）
- 演出 - 土方政人、山内大典、木村真人
- 音楽 - 河野伸
- 制作 - フジテレビ
- 制作著作 - 共テレ

### 韓国ドラマ・オリジナル版からの変更点
- 今作の元春に相当する原作のジュヒョクは仕事でミスをした部下の代わりに空港に向かい携帯が鳴り事故を起こすが、元春は先方のミスで茨城のゴルフ場に向かうことになった。
- 原作のウジンに相当する澪は過去を変える前の職業はエステティシャンでなく、レストランでのアルバイト。
- ジュヒョクとウジンの出会いは痴漢を止めたことであるが、元春と澪の出会いは元春が澪の財布を拾って届けたことである。
- へフォンはネット中傷騒動の後に詐欺に遭うが、ヘフォンに相応する沙也加は詐欺被害には遭わない。
- 3度目のタイムスリップではジュヒョクとウジンの勤務している会社は同じで支店が異なるが、元春はあおい銀行には勤務していない。
- 3度目のタイムスリップではウジンが先に料金所に入りジュヒョクが後を追い、タイムスリップするが、澪がタイムスリップしたことが発覚するのは、元春が澪のピンチを救った後であり、料金所に入ったのは元春よりも後になっている。
- ジュショクがウジンのピンチを救った内容は高速バスの事故であるが元春が澪のピンチを救った内容は振り込め詐欺になっている。
- 最終回の最後の内容も原作と大幅に異なったものとなっている。

### 放送日程（リメイク版）
| 話数                                                                         | 放送日  | サブタイトル                                               | 演出     | 視聴率 |
| ---------------------------------------------------------------------------- | ------- | ---------------------------------------------------------- | -------- | ------ |
| 第1話                                                                        | 1月07日 | 人生は変えられる… 選択を後悔する夫婦に起きた奇跡とは!?     | 土方政人 | 6.1%   |
| 第2話                                                                        | 1月14日 | 本当の彼女はどんな人? 過去に戻って人生一変!! まさかの再会  | 土方政人 | 7.0%   |
| 第3話                                                                        | 1月21日 | 振り込め詐欺被害を㊙︎合図で防ぐ!? 彼女の本当の望みとは…?    | 山内大典 | 6.5%   |
| 第4話                                                                        | 1月28日 | 親友が彼女に告白!! 動揺し気づいた彼女のあの時の想いとは?   | 山内大典 | 7.6%   |
| 第5話                                                                        | 2月04日 | 彼女と親友がキス!? 溢れ出る本当の想い… 再び過去に戻りたい  | 土方政人 | 7.8%   |
| 第6話                                                                        | 2月11日 | もう失敗はしない… 最高の夫婦になる決意 心の中で祈る想い    | 木村真人 | 7.8%   |
| 第7話                                                                        | 2月18日 | ネットの誹謗中傷が大事件に!? 夫婦の本音 価値観の違いで亀裂 | 山内大典 | 7.6%   |
| 第8話                                                                        | 2月25日 | 壊れゆく夫婦関係… それぞれの恋の始まりマラソン大会で事件   | 土方政人 | 7.6%   |
| 第9話                                                                        | 3月04日 | 親友を失いたくない… 遂に明かされる真実                     | 木村真人 | 7.6%   |
| 第10話                                                                       | 3月11日 | 全てを失う!? 過去へ戻るラストチャンス                      | 山内大典 | 7.6%   |
| 最終話                                                                       | 3月18日 | 三度目の人生の行方…取り戻したい想い                        | 土方政人 | 8.9%   |
| 平均視聴率 7.4% （視聴率はビデオリサーチ調べ、関東地区・世帯・リアルタイム） |         |                                                            |          |        |

- 初回は22時 - 23時09分の15分拡大放送。

### スピンオフドラマ
『知ってるシノハラ』（しってるしのはら）のタイトルで、2021年1月7日の本編第1話の放送終了後からFODで配信。全11話。
篠原恭介（末澤誠也）が主人公のスピンオフドラマ。

#### キャスト（シノハラ）
- 篠原恭介 - 末澤誠也
- 尾形恵海 - 佐野ひなこ
- 樋口静香 - 安藤ニコ

#### スタッフ（シノハラ）
- 原作 - 『知ってるワイフ』（韓国「tvN」製作、脚本：ヤン・ヒスン）
- 脚本 - 伊達さん（大人のカフェ）
- 編成企画 - 狩野雄太（フジテレビ編成部）
- プロデュース - 貸川聡子（共同テレビ）
- 監督 - 木村真人
- 音楽 - 河野伸
- 制作 - フジテレビ
- 制作著作 - 共テレ

| フジテレビ系 木曜劇場                                   | フジテレビ系 木曜劇場                     | フジテレビ系 木曜劇場                     |
| 前番組                                                  | 番組名                                    | 次番組                                    |
| ------------------------------------------------------- | ----------------------------------------- | ----------------------------------------- |
| ルパンの娘（第2シリーズ） （2020年10月15日 - 12月10日） | 知ってるワイフ （2021年1月7日 - 3月18日） | レンアイ漫画家 （2021年4月8日 - 6月17日） |

### オリジナル
- 「知ってるワイフ」 オフィシャルサイト（ポニーキャニオン）

### 日本版
- 知ってるワイフ | フジテレビ
- 知ってるワイフ - FOD
  - 「知ってるワイフ」【公式】 (@WifeShitteru) - X（旧Twitter）
  - 「知ってるワイフ」【公式】 (@shitteru_wife) - Instagram